# Fantasy (EP)
《Fantasy》는 2024년 8월 19일에 발매된 SF9의 14번째 미니 앨범.

## 앨범 소개
SF9, 8월 19일 미니 14집 ‘FANTASY’로 컴백.. 3부작 시리즈의 시작 “서머킹의 귀환” SF9, 늦여름 컴백.. 청량 퍼포먼스 ‘Don’t Worry, Be Happy’ SF9, 7개월 만 백.. 청량 비주얼+퍼포먼스 ‘역대급 매력 예고’
SF9이 늦여름을 물들일 청량한 비주얼과 퍼포먼스로 돌아왔다. 미니 14집 ‘FANTASY’는 SF9이 새롭게 시작할 3부작 시리즈의 첫 포문을 여는 범이다. 2016년 데뷔 이래 지금까지 SF9을 있게 해 준 클럽 FANTASY를 위한 새 운 여정의 시작이자 이들을 향한 멤버들의 속 깊은 메 지가 담겨 있다. 미니 14집 ‘FANTASY’는 SF9만의 청량한 비주얼과 퍼포먼스가 보이는 타이틀곡 ‘Don’t Worry, Be Happy’를 비롯해 SF9의 그룹 을 선명하게 보여 주는 음악들로 채워졌다. 이지리스닝 계열의 곡 로 제작된 이번 앨범은 직관적인 콘셉트와 스토리로 보다 친근하 익숙하게 리스너들에게 다가간다. 신보는 SF9 멤버들이 전곡 작 에 참여해 완성도를 높였다. 아련하면서도 세련된 감성의 타이틀곡 ‘Don’t Worry, Be Happy’를 비롯해 팝 댄스 장르의 곡 ‘Cruel Love’, 멤버들의 목소리가 섬세하게 표현된 ‘그냥 (Just)’, 팬들을 향한 애정 가득한 메시지를 담은 팬 송 ‘My Fantasia’, 유태양의 자 곡 ‘Melodrama’까지, 총 다섯 가지 다채로운 장르의 곡이 이 앨범에 수록됐다. 뮤직비디오에는 뜨거운 햇살 아래 청량함이 돋보이는 버들의 비주얼이 리드미컬한 퍼포먼스와 함께 담겨 있다. 자연스러움이 물씬 느껴지는 멤버들의 모습과 숨길 수 없는 전매특허 섹 함은 SF9의 매력을 한껏 끌어올린다. 특히 반짝반짝 빛나는 멤버들의 표정이 돋보이며, 이들의 해사한 미소가 여운을 남긴다. 어느덧 데뷔 9년 차를 맞은 SF9은 여전히 견고하게 자신들의 색깔을 지켜 왔다. 그리고 앨범마다 다양한 변주를 통해 성장해 온 SF9은 청 함을 가득 담아 돌아왔다. FANTASY를 향한, 그 애틋한 여정의 첫 페이지가 될 열네 번째 미니 앨범 ‘FANTASY’. 약 7개월 만에 돌아온 SF9은 이들만의 청량함으로 늦여름을 시원하고도 뜨겁게 장식한다.

## 수록곡
| 01 | Don't Worry Be Happy TITLE  | Don't Worry Be Happy TITLE                           | Don't Worry Be Happy TITLE |
| 01 | 한성호, Sooyoon, 영빈, 휘영 | 한성호, 박수석, 정진욱, 이태현, Jacob Aaron(THE HUB) | 박수석, 정진욱, 이태현     |
| 02 | Cruel Love                  | Cruel Love                                           | Cruel Love                 |
| 02 | 한성호, 영빈, 휘영, 찬희    | 한성호, SlyBerry, DJ KAYVON, Moon Kim(Room 01)       | 박수석, 봉원석             |
| 03 | 그냥 (Just)                 | 그냥 (Just)                                          | 그냥 (Just)                |
| 03 | 한성호, 영빈, 휘영          | 한성호, 박수석, 봉원석, Moon Kim(Room 01)            | 박수석, 봉원석             |
| 04 | My Fantasia                 | My Fantasia                                          | My Fantasia                |
| 04 | 한성호, Sooyoon, 영빈, 휘영 | 한성호, SlyBerry, Rapid, Jacob Aaron(THE HUB)        | SlyBerry, Rapid            |
| 05 | Melodrama                   | Melodrama                                            | Melodrama                  |
| 05 | 유태양, 영빈, 휘영          | 유태양, 정진욱                                       | 정진욱                     |

## 음반
| 《FANTASY》 한터 차트 초동 판매량 |            |            |           |
| 날짜                              | 일간판매량 | 누적판매량 | 비고      |
| 8월 19일 (1일차)                  | 47,6**     | 47,6**     | 앨범 발매 |
| 8월 20일 (2일차)                  | 21,3**     | 68,9**     |           |
| 8월 21일 (3일차)                  | 16,2**     |            |           |
| 8월 22일 (4일차)                  | 10,4**     |            |           |
| 8월 23일 (5일차)                  | 4,4**      |            |           |
| 8월 24일 (6일차)                  | 2*         |            |           |
| 8월 25일 (7일차)                  | 5**        | 100,6**    |           |
| 초동 판매량                       | 100,6**    | 100,6**    |           |

## 뮤직비디오
| 〈Don't Worry, Be Happy〉 YouTube 조회 수 추이 |         |                  |      |         |                  |      |
| 연도                                           | 조회 수 | 날짜             | 간격 | 조회 수 | 날짜             | 간격 |
| 2024년                                         | 500만   | 월 일(공개 일차) | 시간 | 1000만  | 월 일(공개 일차) | 시간 |
| 2024년                                         | 1500만  | 월 일(공개 일차) | 시간 | 2000만  | 월 일(공개 일차) | 시간 |
| 2024년                                         | 2500만  | 월 일(공개 일차) | 시간 | 3000만  | 월 일(공개 일차) | 시간 |
| 2024년                                         | 3500만  | 월 일(공개 일차) | 시간 | 4000만  | 월 일(공개 일차) | 시간 |

## 여담
- 멤버 주호는 소속사가 달라 스케줄 문제로 이번 활동에 불참하게 되었다.
- 지난앨범 이후 8개월만에 컴백하는 앨범이다.
- 재윤, 다원의 군 입대로 인해 5인 체제로 활동한다.